# Torneo de las Américas 2003
Das Torneo de las Américas 2003 (englisch The 2003 Tournament of the Americas) ist die elfte Auflage der Basketball-Amerikameisterschaft und fand vom 20. bis 31. August 2003 in der puerto-ricanischen Hauptstadt San Juan statt. Bei dem Turnier ging es um die Qualifikation für das Basketballturnier bei den Olympischen Spielen 2004. Im Nachhinein wurde das Turnier in die Reihenfolge der Amerikameisterschaften aufgenommen und zählte als Kontinentalmeisterschaft für nationale Auswahlmannschaften der Herren des Kontinentalverbands FIBA Amerika. Von den zehn teilnehmenden Mannschaften qualifizierten sich die drei Medaillengewinner direkt für die Olympischen Spiele. Alle Spiele wurden im Coliseo Roberto Clemente ausgetragen.

## Teilnehmer
Regionale Qualifikation nach den Subzonen des Kontinentalverbands. Neben den beiden Nationalmannschaften der nordamerikanischen Subzone nahmen die vier Halbfinalisten der zentral- und südamerikanischen Meisterschaften, zu denen auch der Gastgeber Puerto Rico als Sieger der Centrobasket 2003 gehörte.

### Nordamerika
- Kanada
- Vereinigte Staaten

### Zentralamerika und Karibik
- Puerto Rico (Gastgeber und Sieger Centrobasket 2003)
- Dominikanische Republik (Finalist Centrobasket 2003)
- Mexiko (Bronzemedaille Centrobasket 2003)
- Amerikanische Jungferninseln (Halbfinalist Centrobasket 2003)

### Südamerika
- Brasilien (Sieger Campeonato Sudamericano 2003)
- Argentinien (Titelverteidiger und Finalist Campeonato Sudamericano 2003)
- Uruguay (Bronzemedaille Campeonato Sudamericano 2003)
- Venezuela (Halbfinalist Campeonato Sudamericano 2003)

## Modus
Beim Turnier wurde eine Vorrunde in zwei Gruppen zu je fünf Mannschaften als Rundenturnier ausgetragen. Die beiden am schlechtesten platzierten Mannschaften der Vorrunde schieden anschließend aus dem Turnier aus, während die anderen Mannschaften unter Mitnahme ihrer Vorrundenergebnisse eine Zwischenrunde als Fortführung des Rundenturniers gegen die besten vier Mannschaften der anderen Vorrundengruppe ausspielten. Das Ergebnis gegen die ausgeschiedene Mannschaft aus der Vorrunde ging mit in die Wertung ein, bei gleicher Anzahl von Siegen und Niederlagen entschied der direkte Vergleich. Die vier Halbfinalisten spielten im K.-o.-System die Medaillen und damit auch die direkten Qualifikationsplätze aus.

## Vorrunde
Die Spiele der Vorrunde fand zwischen dem 20. und 24. August 2003 statt.

### Gruppe A
| Nation         | Sp | S | N | P+  | P-  |       | Argentinien | Kanada | Puerto Rico | Mexiko | Uruguay |
| -------------- | -- | - | - | --- | --- | ----- | ----------- | ------ | ----------- | ------ | ------- |
| 1. Argentinien | 4  | 3 | 1 | 359 | 321 |       | 94:90       | 85:80  | 89:91       | 91:60  |         |
| 2. Kanada      | 4  | 3 | 1 | 377 | 329 | 90:94 |             | 89:79  | 108:72      | 90:84  |         |
| 3. Puerto Rico | 4  | 2 | 2 | 342 | 322 | 80:85 | 79:89       |        | 92:70       | 91:78  |         |
| 4. Mexiko      | 4  | 2 | 2 | 313 | 357 | 91:89 | 72:108      | 70:92  |             | 80:68  |         |
| 5. Uruguay     | 4  | 0 | 4 | 290 | 352 | 60:91 | 84:90       | 78:91  | 68:80       |        |         |

### Gruppe B
| Nation                          | Sp | S | N | P+  | P-  |        | Vereinigte Staaten | Brasilien | Dominikanische Republik | Venezuela 1954 | Jungferninseln Amerikanische |
| ------------------------------- | -- | - | - | --- | --- | ------ | ------------------ | --------- | ----------------------- | -------------- | ---------------------------- |
| 1. Vereinigte Staaten           | 4  | 4 | 0 | 432 | 276 |        | 110:76             | 111:73    | 98:69                   | 113:55         |                              |
| 2. Brasilien                    | 4  | 3 | 1 | 376 | 345 | 76:110 |                    | 104:72    | 96:89                   | 100:74         |                              |
| 3. Dominikanische Republik      | 4  | 2 | 2 | 292 | 356 | 73:111 | 72:104             |           | 78:76                   | 69:65          |                              |
| 4. Venezuela                    | 4  | 1 | 3 | 321 | 356 | 69:98  | 89:96              | 76:78     |                         | 87:84          |                              |
| 5. Amerikanische Jungferninseln | 4  | 0 | 4 | 278 | 369 | 55:113 | 74:100             | 65:69     | 84:87                   |                |                              |

## Zwischenrunde
Die Spiele der Zwischenrunde, die die vier Halbfinalisten und Teilnehmer der Finalrunde ermittelten, fanden zwischen dem 25. und 28. August 2003 statt. Die mitgenommenen Ergebnisse der Vorrunde sind kursiv gekennzeichnet.
| Nation                     | Sp | S | N | P+  | P-  |        | Vereinigte Staaten | Argentinien | Kanada | Puerto Rico | Venezuela 1954 | Mexiko | Brasilien | Dominikanische Republik |
| -------------------------- | -- | - | - | --- | --- | ------ | ------------------ | ----------- | ------ | ----------- | -------------- | ------ | --------- | ----------------------- |
| 1. Vereinigte Staaten      | 8  | 8 | 0 | 824 | 564 |        | 94:86              | 111:71      | 91:65  | 98:69       | 96:69          | 110:76 | 111:73    |                         |
| 2. Argentinien             | 8  | 5 | 3 | 715 | 658 | 86:94  |                    | 94:90       | 85:80  | 92:97       | 89:91          | 76:74  | 102:72    |                         |
| 3. Kanada                  | 8  | 5 | 3 | 713 | 705 | 71:111 | 90:94              |             | 89:79  | 86:93       | 108:72         | 101:97 | 78:75     |                         |
| 4. Puerto Rico             | 8  | 5 | 3 | 657 | 603 | 65:91  | 80:85              | 79:89       |        | 84:59       | 92:70          | 72:70  | 94:61     |                         |
| 5. Venezuela               | 8  | 4 | 4 | 668 | 713 | 69:98  | 97:92              | 93:86       | 59:84  |             | 98:95          | 89:96  | 76:78     |                         |
| 6. Mexiko                  | 8  | 4 | 4 | 679 | 734 | 69:96  | 91:89              | 72:108      | 70:92  | 95:98       |                | 102:92 | 100:91    |                         |
| 7. Brasilien               | 8  | 3 | 5 | 709 | 696 | 76:110 | 74:76              | 97:101      | 70:72  | 96:89       | 92:102         |        | 104:72    |                         |
| 8. Dominikanische Republik | 8  | 2 | 6 | 472 | 591 | 73:111 | 72:102             | 75:78       | 61:94  | 78:76       | 91:100         | 72:104 |           |                         |

## Finalrunde
Die Spiele der Finalrunde fanden am 30. und 31. August 2003 statt. Die Sieger der Halbfinalspiele waren direkt für die Olympischen Spiele qualifiziert und spielten im Finale um die Goldmedaille. Die Verlierer der Halbfinalspiele spielten im „kleinen Finale“ nicht nur um die Bronzemedaille, sondern auch um den letzten verbleibenden Startplatz für Olympia.

|  | Halbfinale | Halbfinale         | Halbfinale |   |                    | Finale           | Finale           | Finale           |
|  |            |                    |            |   |                    |                  |                  |                  |
|  | 30. August |                    |            |   |                    |                  |                  |                  |
|  | 1          | Vereinigte Staaten | 87         |   |                    |                  |                  |                  |
|  | 4          | Puerto Rico        | 71         |   |                    | 31. August       | 31. August       | 31. August       |
|  |            |                    |            | 1 | Vereinigte Staaten | 106              |                  |                  |
|  | 30. August | 30. August         | 30. August |   | 2                  | Argentinien      | 73               |                  |
|  | 2          | Argentinien        | 88         |   |                    |                  |                  |                  |
|  | 3          | Kanada             | 72         |   |                    | Spiel um Platz 3 | Spiel um Platz 3 | Spiel um Platz 3 |
|  |            |                    |            |   |                    | 3                | Kanada           | 66               |
|  | 4          | Puerto Rico        | 79         |   |                    |                  |                  |                  |
|  |            |                    |            |   |                    | 31. August       |                  |                  |